# Apostrofering
Apostrofering är en högtidlig hänvändelse reellt eller till tänkt närvarande person; den används som retorisk stilfigur. I senare litteratur också om tilltal av läsaren.
I debattsammanhang avses med apostrofering normalt att en person i sitt anförande direkt har omnämnt en annan debattdeltagare. Den andre har då i regel rätt till replik.

## Exempel
- ”Sjung, o gudinna, om vreden som brann hos peliden Akilles” (Iliaden)
- ”O sena tiders barn!” (till läsarna i Gösta Berlings saga)
- ”Ack, Gösta Berling, starkast och svagast bland människor” (ur Gösta Berlings saga)